# Людина у коричневому костюмі
«Людина в коричневому костюмі» (англ. The Man in the Brown Suit) - детективний роман англійської письменниці Агати Крісті, уперше опублікований у Великій Британії видавництвом «The Bodley Head» 22 серпня 1924 року, і в тому ж році видавництвом «Dodd, Mead and Company» у США. У романі вперше представлений полковник Рейс, що з'явиться ще у трьох творах Крісті: «Карти на стіл», «Блискучий ціанід» і «Смерть на Нилі».

## Сюжет
Місце дії роману - екзотична Південна Африка. Танцюристка Надін, яка видає себе за росіянку, зустрічається у своїй гримерці з графом Сергієм Павловичем, що також видає себе за росіянина. Ніхто з них не є росіянином насправді, Надін з Південної Африки, а він - англієць. Вони перебувають на службі в якогось "полковника", міжнародного агента-провокатора, що займається тероризмом. Він збирається відійти від справ, залишивши своїх підопічних без засобів до існування. У Надін інші плани, вона вирішує його шантажувати. В іншій частині миру, в Англії, молода жінка Енн Беддінгфельд, стає свідком інциденту в метро, коли, вгледівши когось, людина падає на рейки. Його оглядає доктор, але Енн зауважує, що огляд відрізняється від того, як це звичайно роблять у таких випадках лікарі. Вона піднімає з підлоги записку, на якій зазначена якась адреса. Поліцейському, що веде розслідування, вона повідомляє про свої підозри. Енн сама починає розшукувати адресу, що виявляється назвою корабля. Енн бере квиток на корабель. Серед інших пасажирів Леді Сюзанн Блер і Полковник Рейс.

## Персонажі роману
- Енн Беддінгфельд - осиротіла дочка професора Беддінгфельда, знаменитого археолога
- Джон Ірдслі - син сера Лоренса Ірдслі
- Полковник Джонні Рейс - кузен сера Лоренса Ірдслі
- Місіс Сюзанн Блер - світська левиця
- Сер Юстас Педлер - він же "полковник"
- Гай Педжит - секретар Педлера
- Аніта Грюнберг - вона ж Надін, агентка Педлера
- Артур Мінкс - агент Педлера
- Гаррі Лукас - друг Джона Ірдслі
- Містер Флемінг - хазяїн квартири, де жила Енн
- Л. Б. Картон - жертва інциденту в метро
- Інспектор Мідоуз зі Скотланд-Ярда
- Лорд Несебі - начальник Енн